# Miguel Pereira (coreógrafo)
Miguel Pereira é um bailarino e coreógrafo português.

## Biografia
Miguel Pereira frequentou a Escola de Dança do Conservatório Nacional de Lisboa e a Escola Superior de Dança de Lisboa.
Foi bolseiro em Paris (Théâtre Contemporain de la Danse) e em Nova Iorque com uma bolsa do Ministério da Cultura.
Como intérprete trabalhou com, entre outros, Francisco Camacho e Vera Mantero.
Participou na peça e no filme “António, Um Rapaz De Lisboa” de Jorge Silva Melo.
Trabalhou com Jérôme Bel em “ Shirtologia (Miguel)” (1997).
Como criador destaca os trabalhos “Antonio Miguel”, peça com a qual recebeu o Prémio Revelação José Ribeiro da Fonte do Ministério da Cultura e uma menção honrosa do prémio Acarte/Maria Madalena Azeredo Perdigão (2000), “Notas Para Um Espectáculo Invisível” (2001), Data/Local (2002), “Corpo de Baile” (2005), “Karima meets Lisboa meets Miguel meets Cairo”, uma colaboração com a coreógrafa egípcia Karima Mansour (2006), “Doo” (2008), “Antonio e Miguel”, uma nova colaboração com Antonio Tagliarini (2010), “Op. 49” (2012), “WILDE” (2013) uma colaboração com a mala voadora e “Repertório para Cadeiras, Figurinos e Figurantes” (2015) de Miguel Pereira para o Ballet Contemporâneo do Norte. 
Em 2003, 2007 e 2015 criou para o repertório da Transitions Dance Company/Laban Centre as peças “Transitions”, “Transitions II” e “Transitions III” que integraram a tournée nacional e internacional da companhia (2003/2004, 2007/2008 e 2014/2015).
O seu trabalho tem sido apresentado em toda a Europa e no Brasil e no ano de 2003 foi alvo de uma mini-retrospectiva nas Caldas da Rainha, integrada no ciclo “Mapas” organizado pela Transforma-AC em colaboração com a ESTGAD.
É professor convidado em diferentes estruturas nacionais e internacionais.
Desde 2000, convidado por Vera Mantero, é artista associado da estrutura O Rumo do Fumo.

## Peças
- 2000 - Antonio Miguel
- 2001 - Notas para um espectáculo invisível
- 2002 - 24 de Junho de 2002, Teatro da Comuna
- 2003 - TOP 10
- 2004 - Transitions I, para a Transitions Dance Company
- 2005 - Corpo de Baile
- 2006
  - Miguel meets Karima
  - Monument, para o The Spaghetti Club
  - Tapete, para o Festival W.A.Y
- 2007 
  - 11 de Setembro de 2007
  - 3º andar dto. Bruce Willis
  - Costumes
  - Transitions II, para a Transitions Dance Company
- 2008 - Doo
- 2010 - ANTONIO & MIGUEL, com Antonio Tagliarini
- 2011 - O meu nome é Georgeanne
- 2012 - OP. 49
- 2013
  - Solo da Resistência, para a feira de Edições da Jeux-Sans-Frontières
  - WILDE, com mala voadora
- 2015
  - Repertório para Cadeiras Figurinos e Figurantes, para o Ballet Contemporâneo do Norte
  - Transitions III, para a Transitions Dance Company